# Concerto pour piano de Lutosławski
Pour un article plus général, voir Concerto pour piano.
Pour les articles homonymes, voir Concerto pour piano (homonymie).
Le Concerto pour piano  fut composé par Witold Lutosławski pour le pianiste Krystian Zimerman en 1988.

## Structure
1. I —  = ca.110
2. II — Presto — attaca
3. III —  = ca.85
4. IV —  = ca.84

- Durée d'exécution : vingt-cinq minutes.

## Discographie
| Année | Pianiste          | Chef d'orchestre   | Orchestre                               | Label                          |
| ----- | ----------------- | ------------------ | --------------------------------------- | ------------------------------ |
| 1992  | Krystian Zimerman | Witold Lutosławski | BBC Symphony Orchestra                  | Deutsche Grammophon, 431 664-2 |
| 1992  | Ewa Pobłocka      | Witold Lutosławski | Polish Radio Symphony Orchestra         | Polskie Radio, accord cd       |
| 1994  | Paul Crossley     | Esa-Pekka Salonen  | Orchestre philharmonique de Los Angeles | Sony classical, SK 67-169      |
| 1996  | Ewa Kupiec        | James Judd         | Orchestre symphonique de Bamberg        | KOCH classics, 3-6414-2 H1     |
| 1996  | Piotr Paleczny    | Antoni Wit         | Polish Radio Symphony Orchestra         | Naxos, 8.553169                |
| 2012  | Louis Lortie      | Edward Gardner     | BBC Symphony Orchestra                  | Chandos, CHSA 5098             |